# Брыль, Константин Иванович
Константи́н Ива́нович Брыль (укр. Костянтин Іванович Бриль, род. 14 апреля 1970, Донецк) — глава Запорожской областной государственной администрации (2016—2019), работник правоохранительных органов Украины, Службы безопасности Украины, налоговой милиции Украины. Заслуженный юрист Украины.

## Биография

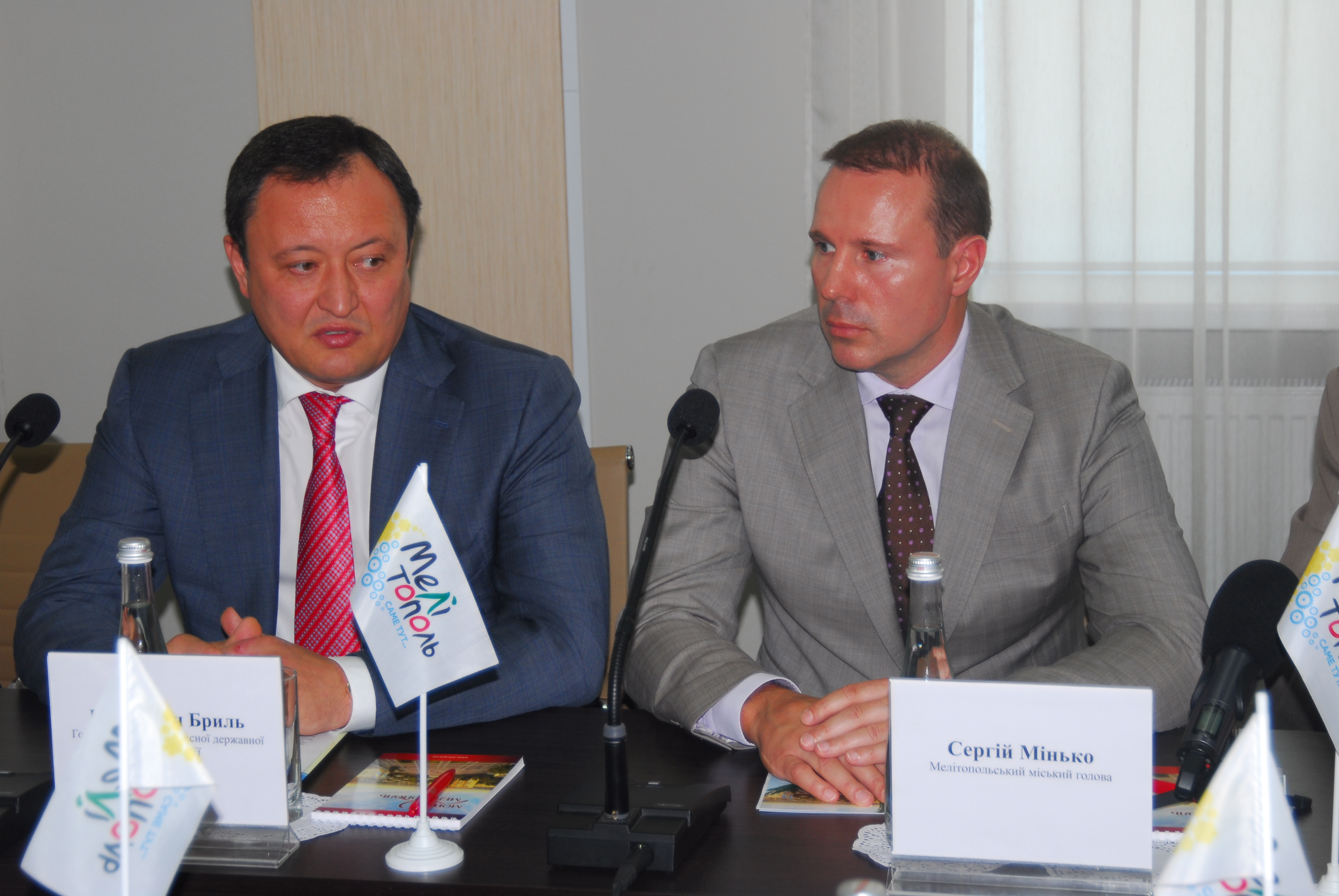
К. Брыль, С. Минько

Родился в Донецке. Его детство шло в посёлке Добровеличковка в Кировоградской области. Позже родители переехали в Переяслав-Хмельницкий.

### Образование
- 1991 — Омское высшее общевойсковое командное дважды Краснознамённое училище имени Фрунзе, инженер по эксплуатации бронетанковой и автомобильной техники. В период учёбы был стипендиатом Ленинского комсомола[5].
- 2000 — Национальная академия внутренних дел Украины, юрист.
- 2010 — Национальная академия государственного управления при Президенте Украины, «Управление общественным развитием», магистр управления общественным развитием.
- 2015 — Межрегиональная академия управления персоналом. «Управление финансово-экономической безопасностью», аналитик по вопросам финансово-экономической безопасности.[6]

### Научная степень
- 2009 — кандидат юридических наук
- 2017 — доктор юридических наук. Диссертация на тему «Концептуальные основы административного-правового обеспечения децентрализации государственной власти в Украине»[7]

### Трудовая деятельность
С июля 1985 года по июль 1987 года — курсант Киевского суворовского военного училища.
С июля 1987 по май 1993 — служба в вооружённых силах СССР, затем в ВС Украины. В 1993—2002 — служба в органах внутренних дел Украины.
С декабря 2002 года по 28 января 2008 года — служба в органах налоговой милиции Государственной налоговой службы Украины. В 2003 году Брылю было присвоено звание генерал-майора налоговой милиции. Государственный советник таможенной службы 3-го ранга (2008). Занимал должность директора департамента собственной безопасности службы
С января по август 2010 — служба в органах безопасности Украины (СБУ). Был консультантом Департамента контрразведывательной защиты экономики. Звание генерал-майора налоговой милиции было переаттестовано в генерал-майора военной службы (2010).
С сентября 2010 по февраль 2011 года — профессор кафедры правоохранительной деятельности Института права имени Князя Владимира Межрегиональной академии управления персоналом.
С февраля 2011 года по февраль 2014 — первый заместитель начальника Главного управления по борьбе с коррупцией и организованной преступностью Центрального аппарата Службы безопасности Украины.
С февраля 2011 по февраль 2014 — советник председателя Киевской областной государственной администрации.
В 2012 году выдвигался в кандидаты в народные депутаты Украины от партии УДАР по одномандатному округу № 93, однако партия позже отказалась выдвигать Брыля. Доверенными лицами кандидата были В. Ф. Радевич, Т. С. Борисенко, А. А. Федур.
В 2014 году выдвигался в кандидаты в народные депутаты Украины от партии УДАР по одномандатному округу № 93. Доверенными лицами кандидата были В. Ф. Радевич, Т. С. Борисенко, М. В. Борисенко.
С февраля 2014 по август 2014 — первый заместитель начальника Главного управления по борьбе с коррупцией и организованной преступностью Центрального аппарата СБУ.
В сентябре 2014 года работал офицером по особым поручениям 1-й категории советников и консультантов аппарата председателя СБУ.
С 25 сентября 2015 года по 22 апреля 2016 года — первый заместитель главы Запорожской областной государственной администрации.
С 22 апреля 2016 года по 11 июня 2019 года — глава Запорожской областной государственной администрации.
Брыль не внёс в электронные декларации за 2016 и 2017 годы доходы на общую сумму около 43 млн гривен, а декларацию за 2015 год вообще не подал. Среди незадекларированного в 2016—2017 годах имущества — недвижимость, авто, доходы, корпоративные права. Деклараций Брыля не было в открытом доступе, поскольку возглавив областную администрацию он оставался действующим офицером СБУ.
2 ноября 2020 года высший антикоррупционный суд закрыл дело бывшего председателя Запорожской ОГА Константина Брыля. Это дело стало первым закрытым в ВАКС после решения Конституционного Суда о признании неконституционными ряда положений закона Украины "О предотвращении коррупции». В частности, ст. 366-1 (декларирование недостоверной информации) УК Украины, что противоречит части 1 статьи 8 Основного закона Украины.

## Звания
- Генерал-майор налоговой милиции (2003)[9]
- Генерал-майор (2010, переаттестация генерал-майора налоговой милиции)[11]

## Государственные награды, ранги
- 2007 — Заслуженный юрист Украины[21]
- 2008 — Государственный советник таможенной службы 3-го ранга (2008)[10]
- 2015 — Третий ранг государственного служащего[22]
- 2019 — Почётная грамота Кабинета министров Украины[23]
- 24 ведомственные награды, в том числе:
  - 2000 — «Заслуженный работник МВД Украины»
  - 2007 — «Заслуженный работник налоговой администрации Украины»
  - 2007 — «Заслуженный работник таможенной службы Украины»
  - 2010 — Ведомственная награда «Огнестрельное оружие» (Указ Министра внутренних дел Грузии)
  - 2014 — Ведомственная награда «Огнестрельное оружие» (пистолет МР5 КА4) (Указ главы СБУ № 10 / 185-ос)
  - 2014 — Ведомственная награда «Огнестрельное оружие» (пистолет Макарова) (Указ главы СБУ № 936-ос)